# Puszcza Mariańska (stacja kolejowa)
Puszcza Mariańska – stacja kolejowa w Puszczy Mariańskiej, w Polsce, w województwie mazowieckim, w powiecie żyrardowskim, w gminie Puszcza Mariańska. Stacja została otwarta w dniu 3 października 1954 roku razem z linią kolejową z Skierniewic do Pilawy.